# Braulio Nóbrega
Pour les articles homonymes, voir Nobrega.
Braulio Nóbrega Rodríguez, dit Braulio, né le 18 septembre 1985 à Puerto del Rosario dans les îles Canaries, est un footballeur espagnol qui évolue au poste d'attaquant au CD Alcoyano.

## Biographie
Avec l'Atlético de Madrid, Braulio joue 11 matchs de Liga entre 2004 et 2006, avant d'être prêté au RCD Majorque et ensuite à l'Unión Deportiva Salamanque en 2006-07 (39 matchs, 14 buts). Braulio est encore prêté en 2007-08, cette fois au Getafe CF, où il est associé à Manu del Moral, qui avait joué avec lui à l'Atlético.
En octobre 2007, il marque un but merveilleux en coupe UEFA, lors d'une victoire 2-1 contre Tottenham Hotspur à White Hart Lane. Il marque également le troisième but de Getafe dans la compétition en demi-finale contre le Bayern Munich, profitant d'une erreur défensive de Lúcio.
Le 28 juin 2008, Braulio signe un contrat de quatre ans avec le Real Saragosse, tout juste relégué en deuxième division espagnole.

## Palmarès
Vierge